# Bo Dockered
Bo Robert Ingemar Dockered, född 4 september 1941, är tidigare ordförande för Lantbrukarnas Riksförbund (1986-1995). Han har också varit ordförande för Aktiebolaget Trav & Galopp och vice ordförande i Andra AP-fonden samt ledamot i KSLA. Han var styrelseordförande för Sveaskog under nio år och ersattes på denna post i april 2008 av förre statsministern Göran Persson. Han är agronomie hedersdoktor.
Bo Dockered är son till riksdagsmannen Robert Dockered och Inga, ogift Svensson.

## Utmärkelser
- 2024 – Illis quorum-medaljen (8:e storlen)[5]